# Petar Kuntić
Petar Kuntić  je srbijanski političar hrvatske nacionalnosti iz AP Vojvodine. Trenutno je predsjednik Demokratskog saveza Hrvata u Vojvodini koji zastupa interese hrvatskog naroda u AP Vojvodini, Republici Srbiji.
Učlanio se u DSHV krajem 1993. godine. Već iduće godine su ga članovi na redovnoj DSHV-ovoj izabrali u Predsjedništvo stranke. 
1996. postaje dopredsjednikom i tu dužnost obnaša do 2000.
Nakon što je prvi predsjednik DSHV-a Bela Tonković 2003. otišao s tog mjesta, Petar Kuntić je došao na čelo stranke kao vršitelj dužnosti predsjednika. 
2004. ga na idućoj izbornoj skupštini članstvo izabire za predsjednika.
2008. je u studenome na sastanku u Zagrebu, u prostorima HNS-a, imenovan za predsjednika organizacije nogometnih sastava autohtonih Hrvata za predstojeće Europsko nogometno prvenstvo nacionalnih manjina. Njega su poduprli svi predstavnici autohtonih Hrvata iz zemalja istočne i jugoistočne Europe.